# Storforshei Station
Storforshei Station (Storforshei stasjon) var en jernbanestation på Nordlandsbanen, der lå ved byområdet Storforshei i Rana kommune i Norge.

## Historie
Storforshei fik oprindeligt skinner, da industribanen Dunderlandsbanen fra Gullsmedvik åbnede 1. november 1904. Banen havde til formål af transportere malm fra minerne på vestsiden af Ranelva ved Storforshei til forarbejdning og udskibning i Gullsmedvik. I Storforshei var der desuden et større spornet med spor ud til åbne brud samt remise og drejeskive. Banen var i drift i perioderne 1904-1908/1909, 1924-1931 og 1938-1939.
20. marts 1942 kom Nordlandsbanen til Mo i Rana nær Gullsmedvik. NSB ønskede oprindeligt, at det næste stykke af banen skulle anlægges uafhængigt af Dunderlandsbanen. Den tyske besættelsesmagt, der herskede på det tidspunkt, havde imidlertid travlt med at komme videre nordpå, og Dunderlandsbanen blev derfor beslaglagt og for størstedelens vedkommende indlemmet i Nordlandsbanen. I Storforshei betød det rent praktisk, at der blev anlagt en station på østsiden af elven. Den nye station åbnede sammen med den forlængede Nordlandsbanen 15. februar 1942. Den fungerede som endestation, indtil det næste stykke af banen til Grønfjelldal åbnede 12. april 1943.
Trafikken fra minerne gik oprindeligt over den 208 m lange Storforshei bru over Ranelva, men brugen af denne ophørte i 1939. Den blev efterfølgende sprængt i 1940 men genopbygget i 1941. I begyndelsen af 1960'erne kom minedriften i gang igen men nu underjordisk. I den forbindelse anlagdes en ny 90 m lang bro 200 m længere mod nord med forbindelse til en tunnel ind i fjeldet, hvor læsningen foregik. Den nye sporforbindelse var i brug fra 1964 til 1983 og blev nedlagt i 1993. Siden 1983 transporteres der i stedet malm fra et sidespor til Ørtfjell Station.

### Stationen
Oprindeligt hed stationen Bjørnhei, men den skiftede navn til Storforshei 15. juni 1944. Den blev nedgraderet til holdeplads 12. februar 1950 og til trinbræt 1. februar 1954. Betjeningen med persontog blev indstillet 23. november 1959, og 23. maj 1993 blev stationen nedlagt.
Stationsbygningen blev opført mellem 1941 og 1945 men blev senere revet ned. Der har efterfølgende stået barakker på stationen.